# 1929 في الجزائر
الأحداث من عام  1929 في الجزائر.

## الأحداث
- 20 نوفمبر – السلطات الفرنسية بحجة «التهديد لحكم الدولة» تقرر حل نجم شمال أفريقيا.

## المواليد
- 4 أبريل – طاهر زبيري – أول رئيس أركان للجيش الجزائري بعد استقلال البلاد.[1]
- 14 أبريل – الشاذلي بن جديد – الرئيس الرابع للجزائر منذ التكوين والاستقلال من 9 فبراير/شباط، 1979 وحتى 11 يناير/كانون الثاني 1992.
- 22 أبريل – شيحاني بشير – مناضل ثوري جزائري وقائد للمنطقة الأولى الأوراس خلفا لمصطفى بن بولعيد.
- 17 يوليو – زهير إحدادن – كاتب ومؤرخ وأستاذ تاريخ الإعلام بجامعة الجزائر 3 سابقا
- 29 يوليو – الأب هنري تيسي – قس كاثوليكي فرانكوجزائري وراعي الكنيسة الكاثوليكية الجزائرية سابقا.
- 6 أغسطس – كاتب ياسين – كاتب وأديب جزائري من أشهر روايته «نجمة».[2] ألف مجمل كتاباته باللغة الفرنسية.